# Kleopatra (Software)
Kleopatra ist ein Zertifikatsmanager und eine grafische Oberfläche für Ver- und Entschlüsselung. Die freie Software ist Teil der KDE-Softwaresammlung. Unter Windows-Betriebssystemen ist Kleopatra der bevorzugte Zertifikatsmanager zu Gpg4win, einer Software-Sammlung zur (E-Mail-)Verschlüsselung. 
Das Programm bietet einheitliche Benutzerführung für alle Krypto-Dialoge. Mit seiner Hilfe lassen sich Zertifikate (OpenPGP und S/MIME) bequem verwalten.
Kleopatra bietet Im- und Export von Zertifikaten von bzw. zu OpenPGP-Zertifikatsservern (auch Schlüsselserver) und X.509-(LDAP-)Zertifikatsservern.
Der Benutzer kann damit auch den Vertrauensstand von OpenPGP-Zertifikaten für sich selbst verwalten, z. B. die in dieser Verwaltung gespeicherten Zertifikate als mehr oder weniger vertrauenswürdig kennzeichnen.